# جاشين تشان دروبكيك
جاشين تشان دروبكيك (باليابانية: 邪神ちゃんドロップキック، بالروماجي: Jashin-chan Doroppukikku) تعني (ركلة جاشين تشان الإسقاطية)، مانغا يابانية من كتابة ورسوم "يوكيوو [الإنجليزية]"، بدأت بالصدور في مجلة الويب «كوميك ميتيور» المملوكة لشركة فليكس كوميكس [الإنجليزية] في أبريل 2012، حتى ديسمبر 2020 صدرت في 16 مجلد تانكوبون.
تم إنتاج أنمي تلفزيوني لها من قبل ستوديو نوماد عرض في يوليو 2018، وحصل على موسم ثاني تم بثه في أبريل 2020، وموسم ثالث من المقرر عرضه عام 2022.

## القصة
تدور القصة حول ساحرة يابانية تدعى «يورينيه هانازونو» والتي تستدعي الشيطانة الأفعى «جاشين-تشان» من الجحيم، ولاتملك جاشين-تشان وسيلة لتعود إلى عالمها بنفسها إلا إذا ماتت يورينيه، تعمل كل يوم على محاولة قتل يورينيه دون جدوى وتقضي أيامها مع شخصيات أخرى من الشياطين والملائكة والبشر.

## الشخصيات
جاشين تشان (邪神ちゃん، Jashin-chan)
أداء صوتي: اينا سوزوكي
شيطانة نصف فتاة نصف ثعبان إستدعتها يورينيه من الجحيم، لديها قدرة كبيرة على التجدد مما يجعل يورينيه تعذبها بوحشية عند قيامها بأفعال أنانية، شخصية بذيئة دائماً ما تسخر من ميدوسا وبيكولا دون أن تشعر بتأنيب الضمير، إلا أن لديها جانب لطيف في داخلها كما تقدر أصدقائها، تلاحظ يورينيه أن جاشين-تشان تخفي لطافتها لأنها تحرج من طبيعتها كتسوندري.
يورينيه هانازونو (花園 ゆりね، Hanazono Yurine)
أداء صوتي: نيتشيكا أوموري
فتاة بشرية إستدعت جاشين-تشان إلى الأرض، ولأن جاشين-تشان خالدة فهي لا تتردد في معاقبة جاشين-تشان بوحشية مفرطة، لكنها في الحقيقة طيبة ولطيفة في التعامل، لكونها الشخصية الرئيسية البشرية الوحيدة في الأنمي فهي تلعب دور صوت العقل وبديلة عن الجمهور في طرح التساؤولات وإطلاق التعليقات الساخرة من التصرفات التافهة للشخصيات التي حولها.
ميدوسا (メデューサ، Medyūsa)
أداء صوتي: ميو كوبوتا
شيطانة من نوع غورغون ترتدي زي يشبه زي الفراعنة كما انها ثرية جداً، أكثر شخص مقرب لجاشين-تشان تربطهما علاقة قوية، لكن لطيبتها ولطافتها تستغلها جاشين-تشان وتعتبرها آلة نقود متحركة تأخذ منها الأموال دائماً لتلعب فيها القمار وتخسر، تسير في المدينة مغطية رأسها بكيس ورقي لأن النظر في عيونها يحول البشر العاديين إلى تماثيل حجرية.
بيكولا (ぺこら، Pekora)
أداء صوتي: يوريه كوزاكاي
ملاك برتبة عالية إلا أنها فقد هالتها على الأرض وتقطعت بها السبل، تعيش كمشردة غالباً ما تعاني من الفقر والجوع، على الرغم من لطف يورينيه معها، إلا أنها تتردد في التعامل معها لأنها تؤمن بأن يورينيه ساحرة.
مينوس (ミノス، Minosu)
أداء صوتي: تشياكي اوميغاوا
شيطانة من نوع مينوتور وصديقة لجاشين-تشان، لديها قوة خارقة وتعمل بوظائف تعتمد على القدرة الجسدية، على الرغم من أنها شيطان بشكل بقري، إلا انها لا تترد في تناول لحم الأبقار.
بوبورون (ぽぽろん، Poporon)
أداء صوتي: ريكو ساساكي
من أتباع بيكولا السابقات، تنزل إلى الأرض بحثاً عن بيكولا لقتلها حتى ترث منصبها كملاك كاملة الهيئة، تخسر قدرتها بعد أن تأكل جاشين-تشان هالتها، وتذهب لتعمل كمغنية ونادلة في محل رامن.
بيرسفوني الثانية (ペルセポネ2世، Perusepone Ni-sei)
أداء صوتي: ريهو إيدا
شيطانة صغيرة إنتقلت إلى الأرض لتبحث عن جاشين-تشان، على الرغم من أنهما يقتربان من بعضهما عدة مرات، إلا أنهما لا تلاحظان بعضهما.
ميه تانشيبانا (橘芽 依، Tachibana Mei)
أداء صوتي: ناتسوكو هارا
شرطية مهوسة بجمع أشياء غريبة ومنها جاشين-تشان، تلاحقها فور أن تراها.
يوسا (遊佐، Yusa)
أداء صوتي: كازوسا أرانامي
شيطانة ثلجية تعتني بإختها الصغرى كوجي.
كوجي (浩二، Kōji)
أداء صوتي: ميكو تيرادا
شقيقة يوسا الصغرى، تطلق عليها جاشين لقب "كوري-تشان (氷ちゃん)"، لإفرازات جسدها طعم فواكه، دمها مثلاً بطعم الفراولة.
بيث (ベート، Bēto)
أداء صوتي: ماو إيتشيميتشي
وحش جيفودان صغير تحتفظ به يورينيه كحيوان أليف خارج الشقة.
بينو (ぴの، Pino)
أداء صوتي: مارينا يامادا
من أتباع بيكولا السابقات، والتي تبحث عن بيكولا لقتلها حتى ترث مكانتها كملاك كاملة الهيئة، تفقد قدرتها بعد أن تحطم بوبورون هالتها المقدسة، لتبقى على الأرض وتعمل بوظيفة مراقبة شقة في مبنى يورينيه.
كيون-كيون (キョンキョン، Kyonkyon)
أداء صوتي: نانامي ياماشيتا
فتاة من الصين.
ران-ران (ランラン، Ranran)
أداء صوتي: مينامي تاناكا
شقيقة كيون-كيون، تم تحويلها إلى باندا بلعنة وتستقر على ملابس كيون-كيون.
ليير (リエール، Riēru)
أداء صوتي: ميهارو هاناي
الشيطان أي (悪魔A، Akuma A)
أداء صوتي: كوجي يوسا
شيطان يظهر بشكل بافومت، يظهر بدور راوي لقصة الأنمي.

## إعلام

### مانغا
بدأت سلسلة المانغا من تأليف يوكيوو [الإنجليزية] بالصدور في مجلة الويب «كوميك ميتيور» التابعة لشركة فليكس كوميكس [الإنجليزية] في أبريل 2021، وحتى ديسمبر 2020 ستكون جمعت في 16 مجلد تانكوبون، كما تم إصدار مانغا جانبية من قبل «شوشو يوكي» بعنوان "لحم بقر مينوس 100%" (ミノスのビーフ100%) والتي في البدء كانت مانغا ون-شوت إلا أنها سرعان ما تسلسلت وجمعت فصولها في مجلد تانكوبون واحد صدر في 9 أبريل 2020.
في 29 مايو 2019 حذف الفصل 148 من المانغا من موقع المجلة بعد (حادث الطعن بسكين في محطة قطار في اليابان حصل يوم 28 مايو 2019)، لكون الفصل يتضمن مشهد هجوم بسكين على قطار أيضاً.

#### قائمة المجلدات
| م. | تاريخ الإصدار باليابانية | ردمك باليابانية     |
| -- | ------------------------ | ------------------- |
| 1  | 13 مارس 2018             | ISBN 978-4866758862 |
| 2  | 13 مارس 2018             | ISBN 978-4866758886 |
| 3  | 13 مارس 2018             | ISBN 978-4866758954 |
| 4  | 13 مارس 2018             | ISBN 978-4866759029 |
| 5  | 13 مارس 2018             | ISBN 978-4866759098 |
| 6  | 13 مارس 2018             | ISBN 978-4866759166 |
| 7  | 13 مارس 2018             | ISBN 978-4866759258 |
| 8  | 13 مارس 2018             | ISBN 978-4866759340 |
| 9  | 13 مارس 2018             | ISBN 978-4866759456 |
| 10 | 9 يونيو 2018             | ISBN 978-4866750156 |
| 11 | 8 أغسطس 2018             | ISBN 978-4866750224 |
| 12 | 11 أبريل 2019            | ISBN 978-4866750507 |
| 13 | 10 أكتوبر 2019           | ISBN 978-4866750798 |
| 14 | 9 أبريل 2020             | ISBN 978-4866751030 |
| SP | 9 أبريل 2020             | ISBN 978-4866751016 |
| 15 | 11 يونيو 2020            | ISBN 978-4866751115 |
| 16 | 11 ديسمبر 2020           | ISBN 978-4866751313 |

### أنمي
تم إنتاج أنمي مبني على المانغا من قبل ستوديو نوماد وعرض على محطة بي اس فوجي، بين 9 يوليو و17 سبتمبر 2018، تكون من 11 حلقة وحلقة خاصة إضافية عرضت في نفس العام، تم إخراج الأنمي من قبل «هيكارو ساتو»، أشرف على النصوص «كازويوكي فوديوكي» وشارك بالكتابة مع «موموكو موراكامي»، عمل «ماكوتو كوغا» على تصميم الشخصيات وكمخرج رئيسي للأنميشن، ألحان الموسيقى من قبل «يوكي كوريهارا» و«يوزورو جينما».
أغنية المقدمة بعنوان «ركلة إسقاطية لتلك الفتاة؛ あの娘にドロップキック» من أداء مؤديات الأصوات السبعة الأساسيات في الأنمي، بينما أغنية النهاية بعنوان «المنزل أفضل وطن؛ Home Sweet Home» من أداء يوتارو ميورا [الإنجليزية]، الحلقة 12 للأنمي صدرت كحلقة خاصة ولم تعرض على التلفاز.
حصل الأنمي على موسم ثاني بعد أن تخطت مبيعات إصداري البلوراي والديفيدي من الموسم الأول 2000 نسخة، حمل الموسم الثاني اسم "جاشين-تشان دروبكيك!! داش" (邪神ちゃんドロップキック' ダッシュ) تم عرضه بين 6 أبريل و 15 يونيو من عام 2020، أصدرت خدمة أمازون المدفوعة الحلقات الـ11 جميعها في اليابان يوم 6 أبريل، بينما تسلسل الأنمي كحلقة أسبوعياً على محطات التلفزيون اليابانية، وتولت خدمة كرانشيرول بث الأنمي خارج آسيا، أغنية مقدمة الموسم الثاني بعنوان «عنف بين حين وآخر؛ 時としてバイオレンス» من أداء فرقة هالكا [الإنجليزية]، وأغنية النهاية «رضا الحب؛ Love Satisfaction» من أداء مجموعة زامب [الإنجليزية].
أطلقت حملة لجمع التبرعات لتمويل إنتاج موسم ثالث من الأنمي، وبالفعل حققت الحملة هدفها وصرح طاقم العمل أن الإنتاج سيأخذ أكثر من سنة، حققت الحملة هدفها خلال 33 ساعة فقط مما سمح بإعطاء الضوء الأخضر للعمل على الموسم الجديد، من المؤمل عرض الموسم الثالث عام 2022.

#### قائمة حلقات الموسم الأول
| ر. الإجمالي | العنوان  | تاريخ العرض الأصلي [ 35 ] [ 36 ]    |
| ----------- | -------- | ----------------------------------- |
| 1           | «قصة 1»  | 9 يوليو 2018                        |
| 2           | «قصة 2»  | 16 يوليو 2018                       |
| 3           | «قصة 3»  | 23 يوليو 2018                       |
| 4           | «قصة 4»  | 30 يوليو 2018                       |
| 5           | «قصة 5»  | 6 أغسطس 2018                        |
| 6           | «قصة 6»  | 13 أغسطس 2018                       |
| 7           | «قصة 7»  | 20 أغسطس 2018                       |
| 8           | «قصة 8»  | 27 أغسطس 2018                       |
| 9           | «قصة 9»  | 3 سبتمبر 2018                       |
| 10          | «قصة 10» | 10 سبتمبر 2018                      |
| 11          | «قصة 11» | 17 سبتمبر 2018                      |
| 12 (خاصة)   | «قصة 12» | 1 أكتوبر 2018 (لم تعرض على التلفاز) |

#### قائمة حلقات الموسم الثاني
| ر. الإجمالي | العنوان                 | تاريخ العرض الأصلي [ 35 ] [ 37 ]    |
| ----------- | ----------------------- | ----------------------------------- |
| 1           | «قصة 1»                 | 6 أبريل 2020                        |
| 2           | «قصة 2»                 | 13 أبريل 2020                       |
| 3           | «قصة 3»                 | 20 أبريل 2020                       |
| 4           | «قصة 4»                 | 27 أبريل 2020                       |
| 5           | «قصة 5»                 | 4 مايو 2020                         |
| 6           | «قصة 6»                 | 11 مايو 2020                        |
| 7           | «قصة 7»                 | 18 مايو 2020                        |
| 8           | «قصة 8»                 | 25 مايو 2020                        |
| 9           | «قصة 9»                 | 1 يونيو 2020                        |
| 10          | «قصة 10»                | 8 يونيو 2020                        |
| 11          | «قصة 11»                | 15 يونيو 2020                       |
| 12 (خاصة)   | «قصة 12 (جزء تشيتوسيه)» | 19 يونيو 2020 (لم تعرض على التلفاز) |